# Misiunea Militară Franceză (1916-1918)
Misiunea Militară Franceză este denumirea sub care a fost cunoscut detașamentul francez trimis în România în timpul Primului Război Mondial, între 15 octombrie 1916  și 10 martie 1918, cu misiunea de a asigura consilierea, sprijinirea și instruirea unităților și autorităților militare române.
Pe toată durata sa, misiunea a fost condusă de generalul de divizie Henri Berthelot, care a asigurat simultan și rolul de consilier militar al regelui Ferdinand, comandantul de căpetenie al Armatei României.
Personalul misiunii a fost detașat pe lângă comandamentele române, până la nivel de comandament de divizie, inclusiv. Două secțiuni cu roluri distincte au fost Misiunea Aeronautică și Misiunea Serviciului Sanitar. Personalul misiunii a avut un aport deosebit pe timpul procesului de refacere și reorganizare a armatei române din prima parte a anului 1917.
După semnarea tratatului preliminar de pace de la Buftea cu Puterile Centrale, personalul Misiunii Militare Franceze a fost nevoit să părăsească România, la 10 martie 1918, ajungând în Franța în luna mai 1918, după o călătorie de două luni prin Rusia.

## Organizare și componență

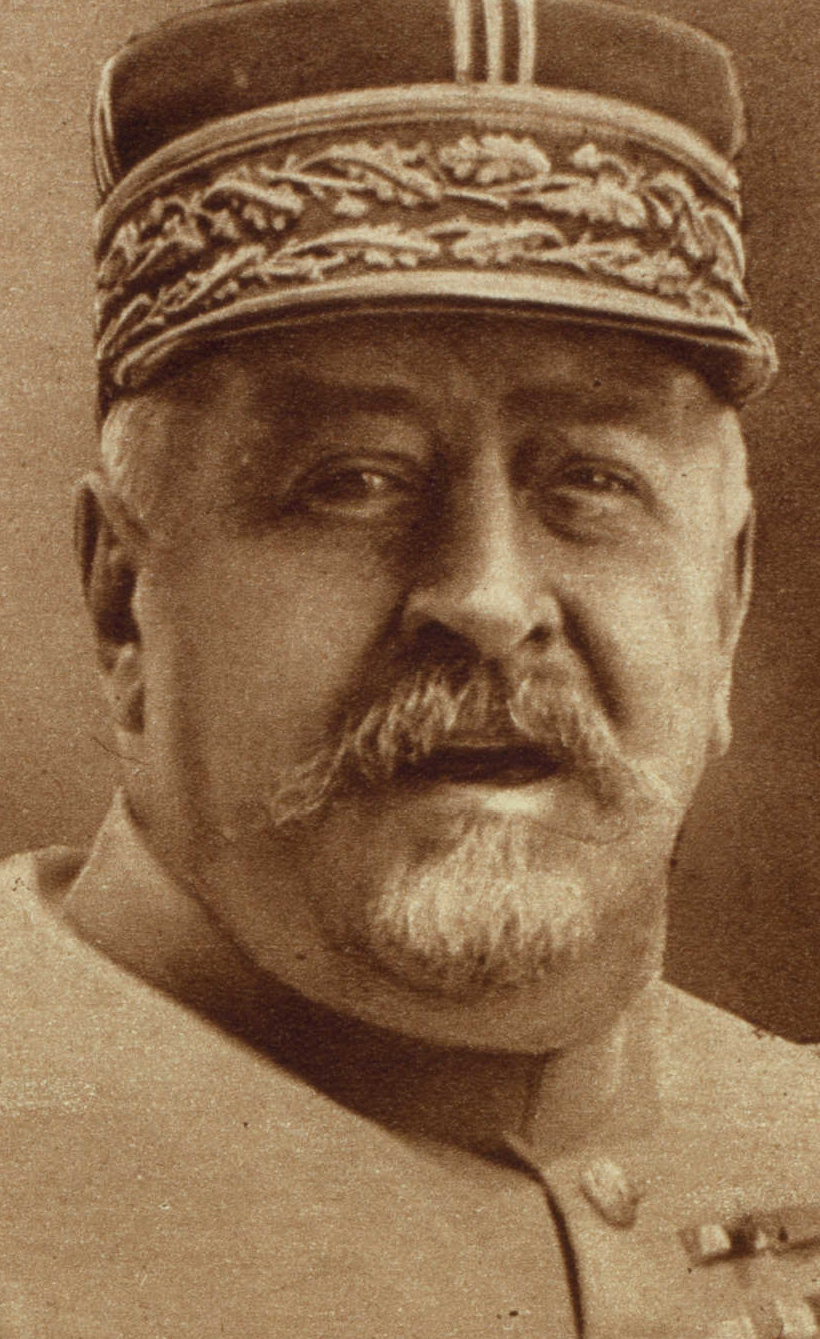
Generalul Henri Berthelot, comandantul Misiunii Militare Franceze

## Veziși
- Participarea României la Primul Război Mondial
- Henri Berthelot
- Misiunea Militară Franceză (1918-1919)
- Victor Pétin

| Portal icon | Portal România în Primul Război Mondial |

| Portal icon | Portal Primul Război Mondial |

| Portal icon | Portal Istorie |